# Formica aegyptiaca
Formica aegyptiaca é uma espécie de formiga do gênero Formica, pertencente à subfamília Formicinae.